# Nouvelles chansons de la vieille France
 (février 2025).
Si vous disposez d'ouvrages ou d'articles de référence ou si vous connaissez des sites web de qualité traitant du thème abordé ici, merci de compléter l'article en donnant les références utiles à sa vérifiabilité et en les liant à la section « Notes et références ».
Albums de Nana Mouskouri
Alléluia
(1977) Vivre au soleil
(1979)
Nouvelles chansons de la vieille France est un album français de la chanteuse Nana Mouskouri paru en France chez Fontana en 1978.
Autour de 1910, Marya Delvard et Marc Henry publiaient une série de 7 recueils sous le même titre Vieilles chansons de France. 

## Liste des titres
Les treize pistes de cet album sont :
| 1.                 | Un Beau matin à la fraîche     | Traditionnel | 2:50 |
| 2.                 | Mariez-vous belles             | Traditionnel | 2:05 |
| 3.                 | Va mon ami va                  | Traditionnel | 3:15 |
| 4.                 | C'était un petit bonhomme      | Traditionnel | 2:10 |
| 5.                 | Sur les bords de la Loire      | Traditionnel | 4:25 |
| 6.                 | Ah ! Si mon moine              | Traditionnel | 2:20 |
| 7.                 | Je n'aimerai jamais que vous   | Traditionnel | 2:00 |
| 8.                 | Mes Belles amourettes          | Traditionnel | 2:30 |
| 9.                 | Dans les prisons de Nantes     | Traditionnel | 2:30 |
| 10.                | La Vierge à la fontaine        | Traditionnel | 2:45 |
| 11.                | Fleur d'épines                 | Traditionnel | 2:30 |
| 12.                | Vive la rose                   | Traditionnel | 3:35 |
| 13.                | La belle est au Jardin d'amour | Traditionnel | 3:20 |
| 1 heure 12 minutes |                                |              |      |